# Gustaf Johan Ehrensvärd
Gustaf Johan Ehrensvärd, född 20 februari 1746, död 24 februari 1783 i Berlin, var en svensk friherre och memoarförfattare.

## Biografi

### Tidiga år
Ehrensvärd föddes som son till dåvarande artillerikaptenen, sedermera generalmajoren friherre Carl Ehrensvärd (1713–1770). Kusin till Carl August Ehrensvärd och helbror till Carl August Ehrensvärd och halvbror till Carl Fredrik Ehrensvärd.

### Karriär
Ehrensvärd var kammarherre hos Gustav III och Gustav III:s första teaterdirektör 1773–1776 vid den nystartade Kungliga Teatern. Han var sedan diplomat och minister i Haag och Berlin 1780–1783. Han invaldes som ledamot nr. 23 av Kungliga Musikaliska Akademien den 11 mars 1773 och var akademiens preses 1777. Han var även ledamot av Kungliga Vitterhets Historie och Antikvitets Akademien.
Redan 1753 inskrevs han i arméns rullor och blev 1762 fänrik vid Arméns flotta, vars chef då var Augustin Ehrensvärd, hans farbror. 1767 anställdes han som kammarherre vid kronprins Gustavs nybildade hov och lämnade då den militära banan. 1770–1771 följde han med kronprinsen på dennes utländska resa och fortfor efter Gustavs tronbestigning att tjänstgöra såsom kammarherre till 1780. Med sin anställning vid hovet förenade Ehrensvärd 1773–1776 direktörsbefattningen vid Kungliga Teatern samt var efter 1777 kronofullmäktig i Generaltullarrendesocieteten. År 1780 blev Ehrensvärd envoyé i Holland och 1782 i Berlin.
Av sin samtid uppskattades Ehrensvärd för sin hederliga och oförvitliga karaktär, sina kunskaper och sin litterära begåvning. Av eftervärlden är han mest känd såsom en av sin tids yppersta memoarförfattare. Redan som tjugotreårig kammarherre hade han livliga förbindelser med samtidens litterära personer, bland andra Olof Bergklint och C.C. Gjörwell, till vars tidningar han under den strängaste anonymitet lämnade åtskilliga bidrag. Från sin resa med kronprinsen 1770 sände Ehrensvärd hem till Gjörwell och sin ungdomsvän greve Claes Julius Ekeblad livliga och underhållande (ännu otryckta) skildringar. I Paris knöt han förbindelse med de franska encyklopedisterna och en mängd andra ryktbara skriftställare. Ehrensvärd började "memoarer" om denna utländska resa, men hann inte längre än till resans förberedelser. Dessa anteckningar är de äldsta av hans hand, som blivit bevarade.
Därefter följer sammanhängande Journaler vid hovet: maj–oktober 1776 samt juli 1779–juni 1780, då författaren lämnade Sverige. Bevarade är dessutom Strödda anteckningar öfver högtidligheter vid hofvet vid hvarjehanda tillfällen 1778–1779 liksom en 1777 författad uppsats, Om svenska teaterns uppkomst, egentligen ämnad att innehålla en redogörelse för Ehrensvärds förvaltning, men som därjämte är ett verk av största vikt för svenska teaterns historia. Strödda brev, dels redan tryckta, dels ännu inte offentliggjorda, tjänar till att fullständiggöra detta värdefulla memoarverk. Ehrensvärds personlighet visar sig i yngre åren allvarlig, fallen för reflexioner i andan av tidens levnadsvishet och något känslofull i Rousseaus smak, men dessutom i besittning av ett vaket öga och ett skarpt förstånd. Sådan framträder han även i dagboksanteckningarna.
Hovmannen får väl filosofen och naturdyrkaren att hamna i skuggan, och den lätta umgängestonen i Gustav III:s hov förnekar sig icke i framställningen; men författaren visar sig dock mest såsom den allvarsamme betraktaren av det brokiga livet, från vilket han gärna håller sig på ett visst avstånd. Samtida personer och tilldragelser bedömer han i allmänhet med lugn och oväld. Ehrensvärds dagbok, förd dag för dag över tilldragelser vid hovet, gör inte, såsom Axel von Fersens memoarer, anspråk på att lämna en samtidens mera tillförlitligt än andra samtida anteckningar, det dagliga livet vid Gustav III:s hov, och den ger ett för historieforskaren ovärderligt galleri av bilder av den tidens framträdande personer.
Från början rojalist till sina åsikter och sympatier, blev Ehrensvärd med åren alltmer betänksam vid bedömandet av sin kungs åtgärder, och det var på grund av sin egen önskan att lämna hovet, som han 1780 avgick till Haag. Stycken av hans ministeriella depescher från Haag och Berlin finns tryckta som bilagor till hans memoarer. Utdrag av Ehrensvärds anteckningar har gjorts av Peter Wieselgren, i De la Gardieska arkivet, samt av Erik Gustaf Geijer, i Gustavianska papperen, varjämte andra utdrag finns tryckta som bilagor till Fersens Historiska skrifter. Först 1877–1878 utkom fullständigt Ehrensvärds Dagboksanteckningar, förda vid Gustav III:s hof, utgivna av Erik Wilhelm Montan.
Han blev 1776 riddare och 1782 kommendör av nordstjärneorden.